# Nephtys hombergii
Nephtys hombergii é uma espécie de anelídeo pertencente à família Nephtyidae.
A autoridade científica da espécie é Savigny in Lamarck, tendo sido descrita no ano de 1818.
Trata-se de uma espécie presente no território português, incluindo a sua zona económica exclusiva.